# メタップスホールディングス
株式会社メタップスホールディングスは、マネジメント・バイアウト（MBO）した株式会社メタップスを前身とする東京都渋谷区に本社を置くテクノロジー企業。

## 概要
- 「IT・ソフトウェア企業への投資」
- 「事業化に向けたインキュベーション」

を経営戦略の柱として事業運営している。

## 沿革
- 2023年（令和5年）
  - 1月 - 代表の山﨑祐一郎氏が株式会社Odessa12を設立（現メタップスホールディングス）
  - 3月 - マネジメント・バイアウト（MBO）の一環として、Odessa12が株式公開買付け（TOB）によりメタップスの議決権所有割合ベースで65.89%の株式を取得し、TOB成立[1]。
  - 6月 - MBOが成立し、上場廃止[2]。
  - 10月 - Odessa12による吸収合併が成立し、メタップスは消滅会社となる。同時に、Odessa12が社名変更し、株式会社メタップスホールディングスが発足[3]。